# 中央军事委员会战略规划办公室
中央军事委员会战略规划办公室，通称中央军委战略规划办公室，是中央军事委员会机关第一级职能部门，主管中华人民共和国武装力量的建设发展规划，位于北京市。

## 沿革
其前身中国人民解放军战略规划部隶属中国人民解放军总参谋部，正军级单位。战略规划部由中央军委主席胡锦涛和中央军事委员会在2011年11月21日批准设立，11月22日在北京举行成立大会。战略规划部主要职能为研究重大战略问题、组织拟制军队建设发展规划计划和改革方案、提出军队战略资源总体配置和宏观调控建议、协调解决跨总部跨领域有关问题、检查评估军队建设规划计划落实情况等。
2016年1月，在深化国防和军队改革中，撤销中国人民解放军战略规划部，改组成立中央军委战略规划办公室。

## 机构设置
2015年改革后，中央军委战略规划办公室设置下列机构：

### 内设机构
- 综合局
- 网络信息统筹局
- 军民融合局
- 统计评估局

……

## 历任主任
中国人民解放军战略规划部部长
1. 张　鸣 少将（2011年11月—2014年12月）[3][4]
2. 王辉青 少将（2015年—2016年1月）[5]

中央军委战略规划办公室主任
1. 王辉青 少将（2016年1月—）

中央军委战略规划办公室副主任
- 李　广 少将（2016年—）
- 任少龙 少将（2016年—）
- 马建国 少将（2016年—）